# 多丽丝·诺伊纳
多丽丝·诺伊纳（Doris Neuner，1971年5月10日—），生于因斯布鲁克，奥地利女子雪橇运动员。1992年曾在阿尔贝维尔冬奥会上以3:06.696的成绩获得雪橇女子单人座项目金牌，她姐姐安吉莉卡则在同一场比赛中获银牌。
诺伊纳曾在1989年至1993年连续获奥地利雪橇比赛冠军。她还曾数度参加世界雪橇锦标赛，1993年获得单人座项目铜牌，1991、1993年获混合团体银牌。后来在Winterberg / Sauerland的DSLV青年基地担任顾问。1992年获奥地利共和国功勋金奖。